# Bob vid olympiska vinterspelen 1972
Bob vid olympiska vinterspelen 1972

## Medaljörer
| Spel                          | Guld                                                              | Silver                                                                        | Brons                                                                                 |
| Herrar, fyramanna Detaljer... | Schweiz Jean Wicki Edy Hubacher Hans Leutenegger Werner Carmichel | Italien Nevio de Zordo Gianni Bonichon Adriano Frassinelli Corrado dal Fabbro | Västtyskland Wolfgang Zimmerer Peter Utzschneider Stefan Gaisreiter Walter Steinbauer |
| Herrar, tvåmanna Detaljer...  | Västtyskland Wolfgang Zimmerer Peter Utzschneider                 | Västtyskland Horst Floth Pepi Bader                                           | Schweiz Jean Wicki Edy Hubacher                                                       |

## Två-manna
| Medalj | Lag                                                   | Tid     |
| Guld   | Wolfgang Zimmerer & Peter Utzschneider (Västtyskland) | 4:57.07 |
| Silver | Horst Floth & Pepi Bader (Västtyskland)               | 4:58.84 |
| Brons  | Jean Wicki & Edy Hubacher (Schweiz)                   | 4:59.33 |

## Fyra-manna
| Medalj | Lag                                                                                        | Tid     |
| Guld   | Schweiz (Jean Wicki, Edy Hubacher, Hans Leutenegger, Werner Carmichel)                     | 4:43.07 |
| Silver | Italien (Nevio de Zordo, Gianni Bonichon, Adriano Frassinelli, Corrado dal Fabbro)         | 4:43.83 |
| Brons  | Västtyskland (Wolfgang Zimmerer, Peter Utzschneider, Stefan Gaisreiter, Walter Steinbauer) | 4:43.92 |

## Medaljställning
| Pl. | Nation       | Guld | Silver | Brons | Totalt |
| --- | ------------ | ---- | ------ | ----- | ------ |
| 1   | Västtyskland | 1    | 1      | 1     | 3      |
| 2   | Schweiz      | 1    | 0      | 1     | 2      |
| 3   | Italien      | 0    | 1      | 0     | 1      |